# Noua Dreaptă (anglosferă)
A nu se confunda cu Noua Dreaptă Europeană.
Prin Noua Dreaptă se înțelege liberalismul clasic, conservator și naționalist al lui Ronald Reagan și Margaret Thatcher.